# Gough (motorfiets)
Gough is de naam van twee historische Britse merken van motorfietsen die niets met elkaar te maken hadden.
Beide merken waren echter wel "typisch" voor hun tijd.

## Gough 1901-1903
Tijdsbeeld: aan het begin van de 20e eeuw begon het Britse publiek interesse te krijgen in gemotoriseerde voertuigen. Een Britse industrie bestond echter nauwelijks: de Locomotive Acts beperkten de maximumsnelheid zodanig dat het niet interessant was motoren te ontwikkelen. Pas met de invoering van de Motor Car Act 1903 kwam de maximumsnelheid op 20 mijl per uur (30 km/h) te liggen. Daardoor was er een enorme achterstand ontstaan op met name de Belgische en Franse industrie. De Belgische merken hadden soms zelfs eigen assemblagebedrijven in Groot-Brittannië: Minerva had "Minerva Motors Ltd." in de Londense wijk Holborn Viaduct en Saroléa verkocht haar inbouwmotoren onder de namen "Kerry, "Forge" en "Crownfield" via de "East London Rubber Co." in Stratford, eveneens in Londen.
De bedrijfsnaam van het eerste bedrijf was: Gough Brothers, Bilston.
Dit was het merk van de gebroeders Joseph en Thomas Gough. Zij maakten aanvankelijk rijwielen, maar vanaf 1901 werd de eerste motorfiets gemaakt, de "Minerva", uiteraard met een Minerva-kop/zijklepmotor. Later volgde de Components tricycle met 2,25pk-motor en nog later een vierwielige versie, de quadricycle.
De machines waren erg duur en er werden er niet veel gemaakt.

## Gough 1920-1921
Tijdsbeeld: Tussen 1905 en 1914 was er wel een Britse motorfietsindustrie ontstaan. Door de relatieve vrede sinds de Krimoorlog (1853-1856) waren zelfs wapenfabrikanten fietsen gaan produceren en samen met de bestaande rijwielfabrikanten stortten zij zich op de productie van motorfietsen met eigen motoren. Tijdens de Eerste Wereldoorlog voorzagen zij de Britse, Franse en Russische legers van motorfietsen, maar sommige bedrijven moesten ook vliegtuigen of munitie maken. Er werden weliswaar nog wel motorfietsen geproduceerd, maar de ontwikkeling lag stil. Na de oorlog hadden de Amerikaanse merken een technologische voorsprong, maar die produceerden vrij zware en dure modellen, terwijl er behoefte was aan goedkope vervoermiddelen. Een aantal Britse fabrikanten richtten zich nu juist op de productie van inbouwmotoren, zoals JAP, Blackburne en Villiers. Daardoor konden aan het begin van de jaren twintig honderden merken ontstaan die hun eigen frames maakten, maar met behulp van de ingekochte motoren tegen een laag tarief konden produceren.
Ook de motorjournalist Arthur Gough zag brood in de behoefte aan goedkope motorfietsen en hij ontwierp zijn eigen model waarvan de productie in 1920 begon. Ook hij koos voor de eenvoudige en zeer betrouwbare 269cc-Villiers-tweetaktmotor, die hij in een eigen frame monteerde. Hij leverde de machines met de Brampton Biflex-voorvork en een Burman-drieversnellingsbak. De aandrijving verliep via het gebruikelijke chain-cum-belt drive systeem. In 1921 leverde Gough ook twee nieuwe modellen. Het ene had een 292cc-JAP-zijklepmotor zonder versnellingen en directe riemaandrijving en het andere een 499cc-Blackburne motor met een Sturmey-Archer drieversnellingsbak en chain-cum-belt drive.
Door de grote concurrentie van veel merken die allemaal vergelijkbare motorfietsen produceerden, moesten de meesten als snel hun poorten sluiten. Arthur Gough beëindigde de productie aan het einde van het jaar 1921.